# ツール・ド・フランス1974
| 第61回 ツール・ド・フランス 1974 | 第61回 ツール・ド・フランス 1974   |
| -------------------------------- | ---------------------------------- |
| 全行程                           | 22区間, 4098 km                    |
| 総合優勝                         | エディ・メルクス 116時間16分58秒   |
| 2位                              | レイモン・プリドール +8分04秒      |
| 3位                              | ビセンテ・ロペスカリル +8分09秒    |
| 4位                              | ヴラディミオ・パニツァ +10分59秒   |
| 5位                              | ゴンザロ・アハ +11分24秒           |
| ポイント賞                       | パトリック・セルキュ 283ポイント   |
| 2位                              | エディ・メルクス 270ポイント       |
| 3位                              | バリー・ホーバン 170ポイント       |
| 山岳賞                           | ドミンゴ・ペルレナ 161ポイント     |
| 2位                              | エディ・メルクス 118ポイント       |
| 3位                              | ホセルイス・アビレイラ 109ポイント |

ツール・ド・フランス 1974は、ツール・ド・フランスとしては61回目の大会。1974年6月27日から7月21日まで、全22ステージで行われた。

## みどころ
前年、当大会不参加だったエディ・メルクスがジロ・デ・イタリアの3連覇を達成。ジャック・アンクティルと並ぶ、当大会5度目の総合優勝並びに、史上最多となる3度目のダブルツールを狙う。
一方、前年の当大会を圧勝したルイス・オカーニャ、ヨープ・ズートメルクは逆に今大会は参加せず、メルクス断然ムードはますます高まっていた。

## 今大会の概要
メルクスが挨拶代わりともいうべくプロローグを制したが、第5ステージまでは、トラックの6日間レースでは同郷のメルクスの良きパートナーとして知られるパトリック・セルキュがマイヨ・ジョーヌを着ていた。しかし第7ステージを制したメルクスが早くもこの時点でマイヨを奪取。
第9ステージからは今大会のヤマ場であるアルプスステージがスタート。7時間を越える過酷なステージをメルクスが制し、この時点で総合2位のジョアキン・アゴスティーニョに1分37秒、同3位のレイモン・プリドールに2分1秒の差をつける。
メルクスは続く第10ステージも制するが、プリドールも頑張ってメルクスと同タイムゴール。プリドールは総合2位に浮上した。
しかしやはりメルクスは追撃してくる選手をことごとく潰していく。第11ステージではビセンテ・ロペスカリル、ゴンザロ・アハらのクライマーの力を利し、区間2位でゴールしたのに対し、プリドールはこの区間だけで6分17秒の差をつけられ、総合でも6位に転落した。
第14ステージを終えてメルクスがトップ。アハが2分5秒差の2位、ロペスカリルが3分20秒差の3位につけていた。
第15ステージからはピレネーステージ。そして第16ステージでプリドールが会心の走りを見せる。標高2680mのプラダーデ峠をトップで通過したプリドールはロペスカリルの追撃を振り切って区間制覇。メルクスは何とか1分49秒差の区間5位に入るが、総合2位に浮上したロペスカリルとは2分24秒差となった。
第17ステージ。ここでもプリドールが健闘。区間2位でフィニッシュし、メルクスとのタイム差を5分18秒差にまで縮め、総合3位に浮上してきた。対するメルクスは何とかロペスカリルとほぼ同タイムゴールを果たす。
ピレネーステージを終えて、トップのメルクスに対し、ロペスカリルが2分24秒、プリドールが5分18秒差で続いていたことから、まだまだこの時点では総合優勝の行方は分からない状況だった。しかし、山岳ステージを全て終えてからのメルクスの強さはさすがだった。
第19ステージ後半の個人タイムトライアルを制したメルクスは、第21ステージ前半の平坦ステージにおいて、平均時速48.532Kmの高速レースに持ち込んでロペスカリル、プリドールを完全に引き離し、同ステージ後半の個人タイムトライアルでも区間2位に入り、この時点で2位に浮上したプリドールに7分48秒、同3位のロペスカリルに7分49秒の差をつけ、ついに決着をつけた。
メルクスは最終ステージも制覇。そして終わってみれば何と今大会区間8勝を果たし、5度目の総合優勝に華を添えた。

## 日程
| 区間 | 月日 | コース                                         | 距離 (km) | 種類 | 種類                   | 区間優勝者                     |
| ---- | ---- | ---------------------------------------------- | --------- | ---- | ---------------------- | ------------------------------ |
| P    | 6/27 | Brest                                          | 7         |      | 個人タイムトライアル   | エディ・メルクス               |
| 1    | 6/28 | Brest - Saint Pol de Léon                      | 144       |      | 平坦ステージ           | エルコーレ・グアラッツィーニ   |
| 2    | 6/29 | Plymouth                                       | 164       |      | 平坦ステージ           | ヘンク・ポッペ                 |
| 3    | 6/30 | Morlaix - Saint Malo                           | 190       |      | 平坦ステージ           | パトリック・セルキュ           |
| 4    | 7/1  | Saint Malo - Caen                              | 184       |      | 平坦ステージ           | パトリック・セルキュ           |
| 5    | 7/2  | Caen - Dieppe                                  | 165       |      | 平坦ステージ           | ロナルド・デ・ワイト           |
| 6a   | 7/3  | Dieppe - Harelbeke                             | 239       |      | 平坦ステージ           | ジャン＝リュク・モリネリス     |
| 6b   | 7/3  | Harelbeke                                      | 9         |      | チームタイムトライアル | モルテニ                       |
| 7    | 7/4  | Mons - Châlons sur Marne                       | 221       |      | 平坦ステージ           | エディ・メルクス               |
| 8a   | 7/5  | Châlons sur Marne - Chaumont                   | 136       |      | 平坦ステージ           | シリル・ギマール               |
| 8b   | 7/5  | Chaumont - Besançon                            | 152       |      | 平坦ステージ           | パトリック・セルキュ           |
| 9    | 7/6  | Besançon - Gaillard                            | 241       |      | 山岳ステージ           | エディ・メルクス               |
| 10   | 7/7  | Gaillard - Aix les Bains                       | 131       |      | 山岳ステージ           | エディ・メルクス               |
| 11   | 7/8  | Aix les Bains - Serre Chevalier                | 199       |      | 山岳ステージ           | ビセンテ・ロペス               |
|      | 7/9  | Colomiers                                      |           |      | 休息日                 |                                |
| 12   | 7/10 | Savines le Lac - Orange                        | 231       |      | 山岳ステージ           | ヨス・スプリュイト             |
| 13   | 7/11 | Avignon - Montpellier                          | 126       |      | 平坦ステージ           | バリー・ホーバン               |
| 14   | 7/12 | Lodève - Colomiers                             | 249       |      | 平坦ステージ           | ジャン＝ピエール・ジェネ       |
|      | 7/13 | Colomiers                                      |           |      | 休息日                 |                                |
| 15   | 7/14 | Colomiers - La Seu d'Urgell                    | 225       |      | 山岳ステージ           | エディ・メルクス               |
| 16   | 7/15 | La Seu d'Urgell - Saint Lary Soulan Pla d'Adet | 209       |      | 山岳ステージ           | レイモン・プリドール           |
| 17   | 7/16 | Saint Lary Soulan - La Mongie                  | 119       |      | 山岳ステージ           | ジャン＝ピエール・ダンギヨーム |
| 18   | 7/17 | Bagnères de Bigorre - Pau                      | 141       |      | 山岳ステージ           | ジャン＝ピエール・ダンギヨーム |
| 19a  | 7/18 | Pau - Bordeaux                                 | 196       |      | 平坦ステージ           | フランシス・カンパネール       |
| 19b  | 7/18 | Bordeaux                                       | 12        |      | 個人タイムトライアル   | エディ・メルクス               |
| 20   | 7/19 | Saint Gilles Croix de Vie - Nantes             | 120       |      | 平坦ステージ           | ゲラルド・ヴィアーネン         |
| 21a  | 7/20 | Vouvray - Orléans                              | 113       |      | 平坦ステージ           | エディ・メルクス               |
| 21b  | 7/20 | Orléans                                        | 37        |      | 個人タイムトライアル   | ミシェル・ポランティエール     |
| 22   | 7/21 | Orléans - Paris                                | 146       |      | 平坦ステージ           | エディ・メルクス               |

## その後
- メルクスはこの年の世界自転車選手権・個人ロードも優勝し、史上初のジロ・ツール・世界チャンピオンという、トリプルクラウンを達成した。

## 総合成績
| 順位 | 選手名                       | 国籍       | チーム | 時間         |
| ---- | ---------------------------- | ---------- | ------ | ------------ |
| 1    | エディ・メルクス             | ベルギー   |        | 116h 16' 58" |
| 2    | レイモン・プリドール         | フランス   |        | 8' 04"       |
| 3    | ビセンテ・ロペスカリル       | スペイン   |        | 8' 09"       |
| 4    | ヴラディミオ・パニツァ       | イタリア   |        | 10' 59"      |
| 5    | ゴンザロ・アハ               | スペイン   |        | 11' 24"      |
| 6    | ジョアキン・アゴスティーニョ | ポルトガル |        | 14' 24"      |
| 7    | ミシェル・ポランティエール   | ベルギー   |        | 16' 34"      |
| 8    | マリアーノ・マルチネス       | フランス   |        | 18' 33"      |
| 9    | アラン・サンティ             | フランス   |        | 19' 55"      |
| 10   | ヘルマン・バンスプリンゲル   | ベルギー   |        | 24' 11"      |

### マイヨ・ジョーヌ保持者
| 選手名               | 国籍     | 首位区間                  |
| -------------------- | -------- | ------------------------- |
| エディ・メルクス     | ベルギー | プロローグ、第4、第7-最終 |
| ヨセフ・ブルイエール | ベルギー | 第1-第3                   |
| ヘルベン・カーステン | オランダ | 第5、第6(b)               |
| パトリック・セルキュ | ベルギー | 第6(a)                    |